# ترينيتي ميرور
ترينيتي ميرور (بالإنجليزية: Trinity Mirror)‏ هي شركة بريطانية ناشرة للصحف والمجلات. تعتبر أكبر مجموعة للصحف في بريطانيا، حيث تنشر 240 صحيفة إقليمية من بينها الدايلي ميرور. مقرها في مدينة لندن وتوظف حوالي 11000 شخص. تأسست في سبتمبر عام 1999 بدمج شركتي ترينيتي ومجموعة ميرور.

## وصلات خارجية
- موقع الشركة

‌